# Робертс, Зизи
Колуба Робертс (англ. Kolubah Roberts; 19 июля 1979, Монровия), более известный как Зизи Робертс (англ. Zizi Roberts) — либерийский футболист, нападающий.

## Карьера
Зизи Робертс начал карьеру в клубе «Джуниор Профессионал» в возрасте 15-ти лет. В 1996 году он помог клубу выиграть свой первый чемпионат страны. В июне того же года он дебютировал в составе сборной страны в матче с Гамбией. Летом 1997 года Робертс подписал контракт с «Миланом», куда футболист попал по рекомендации Джорджа Веа. Форвард, проведя лишь пару товарищеских матчей на Копа Сентенарио де Белу-Оризонти в стане «россонери», был отдан в аренду в «Монцу», став первым темнокожим игроком в истории команды. Большую часть матчей либериец выходил на поле со скамьи запасных, забив 5 голов. В сезоне 1998/1999 Робертс был арендован «Равенной», игравшей в серии В. Зизи стал первым иностранным игроком в истории клуба. Затем футболист был арендован швейцарской «Беллинцоной».
В 2000 году Робертс перешёл в «Ионикос». Через полгода Зизи стал игроком «Паниониоса», где за сезон забил 13 голов в чемпионате. В следующем сезоне он перешёл в «Олимпиакос», где стал чемпионом страны. Но дальнейшей карьере футболиста помешала травма. В ноябре 2002 года Роберт стал игроком американского клуба «Колорадо Рэпидз». Выступления там были омрачены травмой правого колена. В 2004 году он покинул команду из-за рецидива травмы. Последним клубом в карьере Робертса стал североирландский клуб по гэльскому футболу «Колисленд На Фианна».
В 2012 году Робертс был арестован в США за вождение автомобиля в стадии алкогольного опьянения.

## Достижения
Джуниор Профессионал
- Чемпион Либерии: 1996

Олимпиакос (Пирей)
- Чемпион Греции: 2002/03

Личные
- Футболист года в Либерии: 2003[10]